# Shérifs à Los Angeles
Shérifs à Los Angeles (10-8: Officers on Duty) est une série télévisée américaine en 15 épisodes de 42 minutes, créée par Louis St. Clair et Jorge Zamaconade, dont douze épisodes ont été diffusés entre le 28 septembre 2003 et le 11 janvier 2004 sur le réseau ABC.
En France, le pilote a été diffusé lors des Screenings 2004 le 8 juillet 2004 sur Série Club puis la série a été diffusée à partir du 6 septembre 2005 sur W9 puis rediffusée dès le 28 octobre 2006 sur M6 et en 2007 sur Fun TV.

## Synopsis
Cette série suit la première année d'une jeune recrue du Los Angeles Sheriff Department.

## Distribution

### Acteurs principaux
- Danny Nucci (VF : Lionel Tua) : Rico Amonte
- Ernie Hudson (VF : Antoine Tomé) : John Henry Barnes
- Travis Schuldt (VF : Laurent Mantel) : Chase Williams
- Scott William Winters (VF : Olivier Cordina) : Matt Jablonski
- Miguel Sandoval (VF : Érik Colin) : Cpt. Otis Briggs
- Mercedes Colón (VF : Marine Jolivet) : Sheryl Torres (épisode 1)
- Indigo (VF : Barbara Beretta) : Tisha Graves (épisode 1)
- Christina Vidal (VF : Nathalie Karsenti) : Gabriela Lopez (épisodes 2 à 15)
- Alex Meneses (VF : Agnès Cirasse) : Anna Valero (épisodes 2 à 5 et 15)
- Jamie Luner (VF : Gaëlle Savary) : Ryan Layne (épisodes 13 à 14 - récurrente épisodes 7 à 12)

### Acteurs récurrents
- Charlie Shahnaian (VF : Olivier Korol) : Mike Moran
- Rosalind Chao (VF : Yumi Fujimori) : Maggie Chen
- Toni Lewis (VF : Élisabeth Fargeot) : Felicia Thibedeaux

- Version française
  - Société de doublage : Studio SOFI[4]
  - Direction artistique : Érik Colin[4]
  - Adaptation des dialogues : Frédéric Slama[4]

Source VF : Doublage Séries Database

## Épisodes
1. Première Patrouille (Brothers in Arms)
2. Chat noir (Hard Day's Night)
3. Deux poids, deux mesures (Gun of a Son)
4. Un sentiment d'échec (Badlands)
5. La Peur au ventre (Blood, Sugar, Sex, Magik)
6. Le Bon Samaritain (Mercy, Mercy Me)
7. Après l'effort (Late for School)
8. Apprendre à apprendre (Gimme Shelter)
9. Mauvais Film (Let It Bleed)
10. Abus de confiance (The Wild Bunch)
11. La femme est un mystère (Lucy in the Sky)
12. Le Jardin d'Eden (Flirtin' with Disaster)
13. Juste une seconde chance (Gypsy Road) (inédit aux États-Unis)
14. Le Dernier Bal (Love Don't Love Nobody) (inédit aux États-Unis)
15. Une question de respect (The Wild and the Innocent) (inédit aux États-Unis)